# Парндорф (футбольный клуб)
«Парндорф» (нем. EC-VSV Parndorf 1919) — австрийский футбольный клуб из города Парндорф. Играет в Первой лиге Австрии.

## История
Основан клуб в 1988 году в результате объединения СК Парндорф и ЕСВ Парндорф. До 2006 года команда играла в различных низших лигах Австрии. В сезоне 2005/06 «Парндорф» выиграл Регионаллигу и впервые попал в Первую лигу. Правда надолго задержаться там новички не смогли и в сезоне 2007/08 вновь вылетели в Региональную лигу. В последние годы клуб перемещается между Первой и Региональной лигами.

## Достижения
Восточная региональная лига
- Чемпион: 2004, 2006, 2011, 2013
- Вице-чемпион: 2005

Ландеслига Бургенланд
- Чемпион: 2003